# Atriplectides ikmaleus
Atriplectides ikmaleus är en nattsländeart som beskrevs av Arturs Neboiss 1999. Atriplectides ikmaleus ingår i släktet Atriplectides och familjen Atriplectididae. Inga underarter finns listade i Catalogue of Life.